# كريس دويل
كريس دويل (بالإنجليزية: Chris Doyle)‏ (17 فبراير 1995 بليفربول في المملكة المتحدة - ) هو لاعب كرة قدم بريطاني في مركز الدفاع. لعب مع نادي تشورلي ونادي موركامب.

## وصلات خارجية
- كريس دويل على موقع قاعدة بيانات كرة القدم.إي يو (الإنجليزية)
- كريس دويل على موقع قاعدة بيانات كرة القدم.إي يو (الإنجليزية)
- كريس دويل على موقع Soccerbase.com (لاعب) (الإنجليزية)